# Elias B. Holmes
Elias Bellows Holmes (* 22. Mai 1807 in Fletcher, Vermont; † 31. Juli 1866 in Brockport, New York) war ein US-amerikanischer Politiker. Zwischen 1845 und 1849 vertrat er den Bundesstaat New York im US-Repräsentantenhaus.

## Werdegang
Elias Bellows Holmes wurde ungefähr fünf Jahre vor dem Ausbruch des Britisch-Amerikanischen Krieges im Franklin County geboren. Er besuchte Bezirksschulen und die St. Albans Academy. Danach unterrichtete er an einer Schule. Er studierte Jura in Pittsford. Seine Zulassung als Anwalt erhielt er 1830. Er zog dann 1831 nach Brockport, wo er als Anwalt praktizierte. Daneben ging er landwirtschaftlichen Tätigkeiten nach. Ferner war er im Transportwesen tätig. Zwischen 1840 und 1855 arbeitete er auf Kanal-Paketschiffen zwischen Rochester und Buffalo. Er war einer der Förderer und Erbauer der Rochester & Niagara Falls Railroad. Bis zu der Fusion mit der New York Central Railroad bekleidete er dort den Posten als ein Direktor. Politisch gehörte er der Whig Party an.
Bei den Kongresswahlen des Jahres 1844 für den 29. Kongress wurde Holmes im 28. Wahlbezirk von New York in das US-Repräsentantenhaus in Washington, D.C. gewählt, wo er am 4. März 1845 die Nachfolge von Timothy Childs antrat. Er wurde einmal wiedergewählt. Da er auf eine erneute Kandidatur 1848 verzichtete, schied er nach dem 3. März 1849 aus dem Kongress aus.
Nach seiner Kongresszeit nahm er wieder seine landwirtschaftlichen Tätigkeiten auf. Er verstarb ungefähr ein Jahr nach dem Ende des Bürgerkrieges in Brockport. Sein Leichnam wurde dann auf dem Stadtfriedhof beigesetzt.